# Campeonato Mundial de Baloncesto Femenino de 1994
El XII Campeonato Mundial de Baloncesto Femenino se celebró en Australia entre el 2 y el 12 de junio de 1994, bajo la organización de la Federación Internacional de Baloncesto (FIBA) y la Federación Australiana de Baloncesto.
Un total de dieciséis selecciones nacionales de cinco confederaciones continentales compitieron por el título de campeón mundial, cuyo anterior portador era el equipo de los Estados Unidos, vencedor del Mundial de 1990.
La selección de Brasil se adjudicó la medalla de oro al derrotar en la final al equipo de China con un marcador de 96-87. En el partido por el tercer puesto el conjunto de los Estados Unidos venció a las anfitrionas.

## Sedes
| Foto | Grupo                | Ciudad     | Instalación                         |
| ---- | -------------------- | ---------- | ----------------------------------- |
|      | A                    | Hobart     | Derwent Entertainment Centre        |
|      | B                    | Adelaida   | Clipsal Powerhouse                  |
|      | C, E, F y fase final | Sídney     | Centro de Entretenimiento de Sídney |
|      | D                    | Launceston | Silverdome                          |

## Grupos
| Grupo A        | Grupo B | Grupo C      | Grupo D   |
| -------------- | ------- | ------------ | --------- |
| Estados Unidos | Francia | Brasil       | Australia |
| España         | Canadá  | Eslovaquia   | China     |
| Nueva Zelanda  | Kenia   | China Taipéi | Japón     |
| Corea del Sur  | Cuba    | Polonia      | Italia    |

## Primera fase

### Grupo A
| Equipo         | J | G | P | PF  | PC  | DP   | PTS |
| -------------- | - | - | - | --- | --- | ---- | --- |
| Estados Unidos | 3 | 3 | 0 | 297 | 182 | +115 | 6   |
| España         | 3 | 2 | 1 | 277 | 234 | +43  | 5   |
| Corea del Sur  | 3 | 1 | 2 | 249 | 255 | -6   | 4   |
| Nueva Zelanda  | 3 | 0 | 3 | 159 | 311 | -152 | 3   |

- Resultados

| Fecha | Partido¹       | Partido¹ | Partido¹       | Resultado |
| ----- | -------------- | -------- | -------------- | --------- |
| 02.06 | España         | -        | Nueva Zelanda  | 117-54    |
| 02.06 | Estados Unidos | -        | Corea del Sur  | 108-64    |
| 03.06 | Corea del Sur  | -        | Nueva Zelanda  | 97-58     |
| 03.06 | Estados Unidos | -        | España         | 92-71     |
| 04.06 | Nueva Zelanda  | -        | Estados Unidos | 47-97     |
| 04.06 | Corea del Sur  | -        | España         | 88-89     |

- (¹) – Todos en Hobart.

### Grupo B
| Equipo  | J | G | P | PF  | PC  | DP   | PTS |
| ------- | - | - | - | --- | --- | ---- | --- |
| Cuba    | 3 | 3 | 0 | 283 | 191 | +92  | 6   |
| Canadá  | 3 | 2 | 1 | 247 | 179 | +68  | 5   |
| Francia | 3 | 1 | 2 | 231 | 181 | +50  | 4   |
| Kenia   | 3 | 0 | 3 | 129 | 339 | -210 | 3   |

- Resultados

| Fecha | Partido¹ | Partido¹ | Partido¹ | Resultado |
| ----- | -------- | -------- | -------- | --------- |
| 02.06 | Cuba     | -        | Francia  | 71-68     |
| 02.06 | Kenia    | -        | Canadá   | 34-109    |
| 03.06 | Canadá   | -        | Cuba     | 72-90     |
| 03.06 | Francia  | -        | Kenia    | 108-44    |
| 04.06 | Francia  | -        | Canadá   | 55-66     |
| 04.06 | Kenia    | -        | Cuba     | 51-122    |

- (¹) – Todos en Adelaida.

### Grupo C
| Equipo       | J | G | P | PF  | PC  | DP  | PTS |
| ------------ | - | - | - | --- | --- | --- | --- |
| Eslovaquia   | 3 | 3 | 0 | 279 | 213 | +66 | 6   |
| Brasil       | 3 | 2 | 1 | 287 | 259 | +28 | 5   |
| Polonia      | 3 | 1 | 2 | 231 | 245 | -14 | 4   |
| China Taipéi | 3 | 0 | 3 | 220 | 300 | -80 | 3   |

- Resultados

| Fecha | Partido¹     | Partido¹ | Partido¹     | Resultado |
| ----- | ------------ | -------- | ------------ | --------- |
| 02.06 | Eslovaquia   | -        | Polonia      | 94-52     |
| 02.06 | Brasil       | -        | China Taipéi | 112-83    |
| 03.06 | Polonia      | -        | China Taipéi | 102-64    |
| 03.06 | Brasil       | -        | Eslovaquia   | 88-99     |
| 04.06 | China Taipéi | -        | Eslovaquia   | 73-86     |
| 04.06 | Brasil       | -        | Polonia      | 87-77     |

- (¹) – Todos en Sídney.

### Grupo D
| Equipo    | J | G | P | PF  | PC  | DP  | PTS |
| --------- | - | - | - | --- | --- | --- | --- |
| China     | 3 | 2 | 1 | 229 | 197 | +32 | 5   |
| Australia | 3 | 2 | 1 | 200 | 196 | +4  | 5   |
| Italia    | 3 | 2 | 1 | 193 | 198 | -5  | 5   |
| Japón     | 3 | 0 | 3 | 188 | 219 | -31 | 3   |

- Resultados

| Fecha | Partido¹  | Partido¹ | Partido¹  | Resultado |
| ----- | --------- | -------- | --------- | --------- |
| 02.06 | China     | -        | Italia    | 60-65     |
| 02.06 | Australia | -        | Japón     | 60-58     |
| 03.06 | Italia    | -        | Japón     | 77-65     |
| 03.06 | Australia | -        | China     | 67-87     |
| 04.06 | Italia    | -        | Australia | 51-73     |
| 04.06 | Japón     | -        | China     | 65-82     |

- (¹) – Todos en Launceston.

## Segunda fase
Clasifican los dos mejores equipos de cada grupo y se distribuyen en dos grupos, el E y el F.

### Grupo E
| Equipo         | J | G | P | PF  | PC  | DP  | PTS |
| -------------- | - | - | - | --- | --- | --- | --- |
| Estados Unidos | 3 | 3 | 0 | 289 | 231 | +58 | 6   |
| Australia      | 3 | 2 | 1 | 246 | 237 | +9  | 5   |
| Eslovaquia     | 3 | 1 | 2 | 239 | 252 | -13 | 4   |
| Canadá         | 3 | 0 | 3 | 200 | 254 | -54 | 3   |

- Resultados

| Fecha | Partido¹       | Partido¹ | Partido¹       | Resultado |
| ----- | -------------- | -------- | -------------- | --------- |
| 07.06 | Estados Unidos | -        | Australia      | 88-70     |
| 07.06 | Eslovaquia     | -        | Canadá         | 66-63     |
| 08.06 | Canadá         | -        | Estados Unidos | 65-98     |
| 08.06 | Australia      | -        | Eslovaquia     | 86-77     |
| 09.06 | Estados Unidos | -        | Eslovaquia     | 103-96    |
| 09.06 | Canadá         | -        | Australia      | 72-90     |

- (¹) – Todos en Sídney.

### Grupo F
| Equipo | J | G | P | PF  | PC  | DP  | PTS |
| ------ | - | - | - | --- | --- | --- | --- |
| China  | 3 | 2 | 1 | 243 | 250 | -7  | 5   |
| Brasil | 3 | 2 | 1 | 293 | 275 | +18 | 5   |
| Cuba   | 3 | 1 | 2 | 243 | 262 | -19 | 4   |
| España | 3 | 1 | 2 | 228 | 220 | +8  | 4   |

- Resultados

| Fecha | Partido¹ | Partido¹ | Partido¹ | Resultado |
| ----- | -------- | -------- | -------- | --------- |
| 07.06 | Cuba     | -        | Brasil   | 91-111    |
| 07.06 | China    | -        | España   | 60-76     |
| 08.06 | España   | -        | Cuba     | 65-68     |
| 08.06 | Brasil   | -        | China    | 90-97     |
| 09.06 | Cuba     | -        | China    | 84-86     |
| 09.06 | España   | -        | Brasil   | 87-92     |

- (¹) – Todos en Sídney.

## Fase final
|  | Semifinales    | Semifinales |    |                | Final        | Final       |  |
|  | 11 de junio    | 11 de junio |    |                | 12 de junio  | 12 de junio |  |
|  |                |             |    |                |              |             |  |
|  |                |             |    |                |              |             |  |
|  | Estados Unidos | 107         |    |                |              |             |  |
|  | Brasil         | 110         |    |                |              |             |  |
|  |                |             |    |                |              |             |  |
|  |                |             |    |                |              |             |  |
|  |                |             |    |                | Brasil       | 96          |  |
|  |                | China       | 87 |                |              |             |  |
|  |                |             |    |                |              |             |  |
|  |                |             |    |                |              |             |  |
|  |                |             |    |                | Tercer lugar |             |  |
|  |                |             |    |                |              |             |  |
|  | Australia      | 65          |    | Estados Unidos | 100          |             |  |
|  | China          | 66          |    |                | Australia    | 95          |  |

### Semifinales
| Fecha | Partido¹       | Partido¹ | Partido¹ | Resultado |
| ----- | -------------- | -------- | -------- | --------- |
| 11.06 | Australia      | -        | China    | 65-66     |
| 11.06 | Estados Unidos | -        | Brasil   | 107-110   |

- (¹) – En Sídney.

### Tercer lugar
| Fecha | Partido¹       | Partido¹ | Partido¹  | Resultado |
| ----- | -------------- | -------- | --------- | --------- |
| 12.06 | Estados Unidos | -        | Australia | 100-95    |

- (¹) – En Sídney.

### Final
| Fecha | Partido¹ | Partido¹ | Partido¹ | Resultado |
| ----- | -------- | -------- | -------- | --------- |
| 12.06 | Brasil   | -        | China    | 96-87     |

- (¹) – En Sídney.

### Partidos de clasificación
5.º a 8.º lugar
| Fecha | Partido¹   | Partido¹ | Partido¹ | Resultado |
| ----- | ---------- | -------- | -------- | --------- |
| 11.06 | Eslovaquia | -        | España   | 90-69     |
| 11.06 | Canadá     | -        | Cuba     | 55-74     |

- (¹) – En Sídney.

Séptimo lugar
| Fecha | Partido¹ | Partido¹ | Partido¹ | Resultado |
| ----- | -------- | -------- | -------- | --------- |
| 12.06 | Canadá   | -        | España   | 70-65     |

- (¹) – En Sídney.

Quinto lugar
| Fecha | Partido¹   | Partido¹ | Partido¹ | Resultado |
| ----- | ---------- | -------- | -------- | --------- |
| 12.06 | Eslovaquia | -        | Cuba     | 92-81     |

- (¹) – En Sídney.

## Estadísticas

### Clasificación general
| 1. Brasil         |
| 2. China          |
| 3. Estados Unidos |
| 4. Australia      |
| 5. Eslovaquia     |
| 6. Cuba           |
| 7. Canadá         |
| 8. España         |
| 9. Francia        |
| 10. Corea del Sur |
| 11. Italia        |
| 12. Japón         |
| 13. Polonia       |
| 14. China Taipéi  |
| 15. Nueva Zelanda |
| 16. Kenia         |

### Máxima anotadora
| N.º | Jugadora                       | País         | Puntos |
| --- | ------------------------------ | ------------ | ------ |
| 1   | Hortência Marcari              | Brasil       | 221    |
| 2   | Zheng Haixia                   | China        | 211    |
| 3   | Janeth dos Santos Arcain       | Brasil       | 186    |
| 4   | Chien Wei-Chuan                | China Taipéi | 162    |
| 5   | Maria Paula Gonçalves da Silva | Brasil       | 158    |

Fuente: 

### Equipo más anotador
| N.º | Equipo         | Puntos |
| --- | -------------- | ------ |
| 1   | Estados Unidos | 793    |
| 2   | Brasil         | 786    |
| 3   | Corea del Sur  | 714    |
| 4   | Eslovaquia     | 700    |
| 5   | Cuba           | 681    |

Fuente: 